# Rhagodessa judaica
Rhagodessa judaica es una especie de arácnido  del orden Solifugae de la familia Rhagodidae.

## Distribución geográfica
Se encuentra en Siria y en Israel.